# Listă de moschei

## Moschei în România
- Marea moschee din Constanța
- Moscheea din Mangalia

## Moschei în lume
- Moscheea Albastră din Istanbul, Turcia
- Biserica Sfânta Sofia din Istanbul (Hagia Sophia), Turcia
- Moscheea Selimiye, Turcia
- Moscheea lui Suleiman, Turcia
- Marea Moschee din Djené, Mali
- La Mezquita, Cordoba, Spania[1]